# 아나바르강
아나바르강(러시아어: Анабар)은 러시아 사하에 위치한 강이다. 중앙시베리아고원에서 가장 고도가 높은 지역인 푸토라나고원까지 이어져 있으며, 동쪽에는 레나강이 있다.
연평균 유량은 거의 500 m3에 달하고, 1년 내내 강을 덮고 있던 얼음이 녹기 시작하는 초여름에 유량이 집중된다. 아나바르만은 러시아에서 가장 동쪽에 있는 피오르로 여겨지는데, 아나바르만 너머의 동쪽은 너무 건조해서 마지막 빙기에도 빙하가 형성되지 못했기 때문이다.
아나바르강 유역에는 다이아몬드가 풍부하게 매장되어 있어, 소련을 세계 최고의 다이아몬드 생산국으로 만들어 주었고, 해당 지역의 경제도 담당했다.

## 역사
역사적으로 아나바르강 유역은 에벤크족들이 사는 곳이었다. 처음으로 이곳에 도착한 러시아인은 바실리 시체프(Васи́лий Сычёв)로, 1643년에 도착했다.